# Lust (album)
För andra betydelser, se Lust (olika betydelser).
Lust är ett musikalbum av Jonas Knutsson Band utgivet 1994 av skivbolaget Caprice Records.

## Låtlista
Alla låtar är skrivna av Jonas Knutsson om inget annat anges.
1. "Polska efter Pekkos Per, Bingsjö" (Trad. arr. Knutsson) – 4:49
2. "Mitt eget land" (Olle Adolphson arr. Knutsson) – 6:15
3. "Sirén" (Berglund, Hedenquist, Knutsson, Sida, Wyöni, Öberg) – 3:15
4. "Norrland" – 3:09
5. "Lemet-Lemet Ánná-Kirste" / "Recharge" (Trad. arr. Knutsson / Knutsson)
6. "Middag hos Baltazar" (Öberg) – 5:40
7. "Take Off" – 3:26
8. "Löff" – 6:22
9. "Polska efter Per Johan Arnström, Vilhelmina" (Trad. arr. Knutsson) – 4:31
10. "Fobi or Not Fobi" – 1:46
11. "Hymn" – 4:21

Total tid: 49:50

## Medverkande
- Jonas Knutsson — sopran-, alt-, barytonsaxofon, percussion
- Mats Öberg — keyboards, harmonium, munspel, slide whistle, music box, sång
- Håkan Wyöni — el-, akustisk gitarr, percussion
- Mikael Berglund — bas
- Rafael Sida — percussion
- Michael Hedenquist — trummor, percussion